# Имя существительное
И́мя существи́тельное (или просто существи́тельное) — самостоятельная часть речи, принадлежащая к категории имени и классу полнозначных лексем, может выступать в предложении в функциях подлежащего, дополнения и именной части сказуемого. Существительное — самостоятельная часть речи, обозначающая предмет, лицо или явление и отвечающая на вопросы «кто?» или «что?». Одна из основных лексических категорий; в предложениях существительное, как правило, выступает в роли подлежащего или дополнения, а также обстоятельства или сказуемого.
Существительное называет предметы в широком смысле слова; это — названия вещей (стол, стена, окно, ножницы, сани), лиц (ребёнок, девочка, юноша, женщина, человек), веществ (крупа, мука, сахар, сливки, кислота), живых существ и организмов (кошка, собака, ворона, дятел, змея, окунь, щука, бактерия, вирус, микроб), фактов, событий, явлений (пожар, спектакль, беседа, каникулы, печаль, страх, радость), географические положения (Россия, Байкал, Оренбург, Европа, Азия), а также качеств, свойств, действий, состояний (доброта, глупость, синева, бег, решение, толкотня).
Существительное коротко обозначается сущ.

## Морфологические признаки имени существительного
- Нарицательность (Имя нарицательное или имя собственное)
- Одушевлённость
- Склонение
- Род
- Число
- Падеж

## Имя нарицательное и собственное
- Существительные нарицательные служат общим наименованием класса единичных предметов: статья, дом, компьютер и т. д.

Переход нарицательных имён в собственные сопровождается утратой именем языкового понятия (например, «Десна» от «десна» — «правая»). Именами нарицательными бывают конкретные (стол), неконкретные или сложно понятийные (любовь), вещественные, или материальные (сахар), и собирательные (студенчество).
Существительные собственные служат наименованием конкретного предмета, выделяемого из класса однородных: Иван, Америка, Эверест.

## Грамматика
Имя существительное обладает рядом атрибутов (именных классов), число которых в разных языках различно. Такими атрибутами могут являться:
- род (мужской род, женский род, средний род, также бывают существительные общего и обоюдного родов);
- падеж (именительный, родительный, дательный, винительный, творительный, предложный);
- число (единственное, множественное);
- одушевлённость.

Набор этих характеристик определяет парадигму словоизменения, называемого склонением.
Все существительные имеют одно из 3 склонений:
- Существительные 1-го склонения — существительные мужского и женского рода с окончанием в именительном падеже единственного числа -а, -я, например, папа, мама, семья.
- Существительные 2-го склонения — существительные мужского и среднего рода с окончанием в именительном падеже единственного числа: нулевое окончание для мужского рода и нулевое или -о, -е для среднего рода, например, окно, голубь, стол.
- Существительные 3-го склонения — существительные женского рода, имеющие в форме именительного падежа единственного числа нулевое окончание, например, мышь, шаль, ложь.

Слова, оканчивающиеся на «-ия» (например, акватория), изменяются по 3-му склонению.
Также есть существительные разносклоняемые, не подчиняющиеся общим правилам ни одного из склонений: например, существительные, оканчивающиеся на -мя (время, семя, племя, бремя, стремя, темя, знамя, пламя, вымя, имя) и существительные путь, дитя.